# Rhynchanthus bluthianus
Rhynchanthus bluthianus är en enhjärtbladig växtart som beskrevs av Max Carl Ludwig Wittmack. Rhynchanthus bluthianus ingår i släktet Rhynchanthus och familjen Zingiberaceae.
Artens utbredningsområde är Burma. Inga underarter finns listade i Catalogue of Life.